# クロダイ

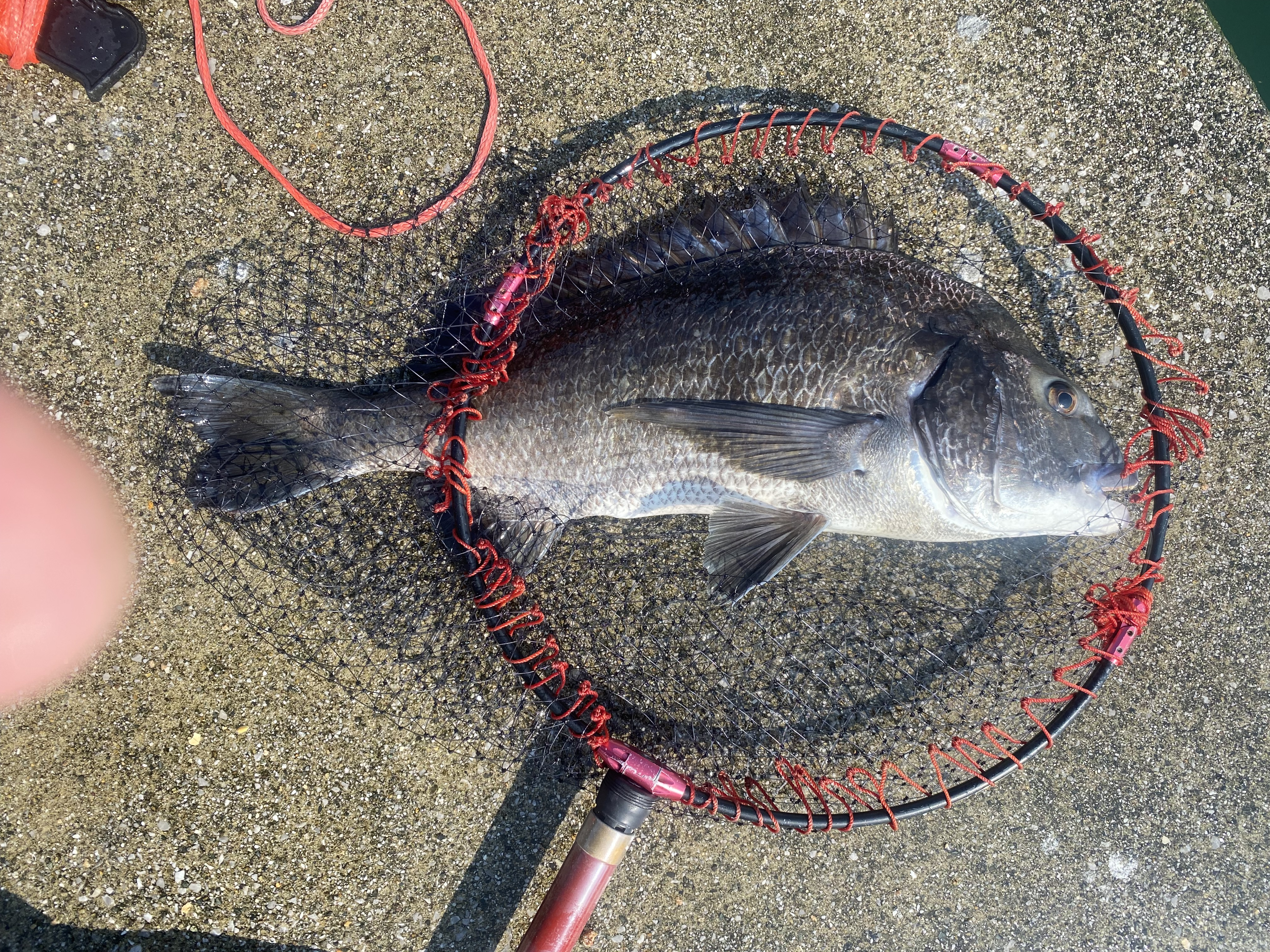

クロダイ（黒鯛、烏頬魚、学名 Acanthopagrus schlegelii）は、タイ科に分類される魚の1種。東アジア沿岸域に分布する大型魚で、食用や釣りの対象として人気がある。

## 呼称
日本では、関西を中心にチヌ（茅渟、海鯽）という別名もよく用いられる。学名の属名 Acanthopagrus は「棘のある鯛」の意で、種小名 schlegelii は日本の脊椎動物を多数記載したヘルマン・シュレーゲルに対する献名である。

## 特徴
全長は最大70 cmを超えるが、よく漁獲される個体は30 cm前までである。
背側と鰭膜は和名通り黒、ないし灰色で、腹側は白い。体側は銀色に光る灰色だが、不明瞭な縦縞があるものも多い。鰓蓋上端・目の後方やや上に、目と同程度の黒斑が1つある。体型は左右から押しつぶされたように平たい楕円形で、典型的な鯛の体型だが、マダイに比べると口が前に突き出す。顎の前方には3対の犬歯、側面には3列以上の臼歯があり、ヘダイ亜科の特徴を示す。近縁種のキチヌは、腹ビレ、臀ビレ、尾美ビレ下葉が黄色いが、クロダイも幼魚はヒレが黄色いことがある。キチヌのほうが吻がとがることが多い。さらに、キチヌのほうが鱗が大きい。
背鰭は11棘条・11軟条、尻鰭は3棘条・8軟条からなり、クロダイ属のラテン語名 Acanthopagrus は発達した棘条に由来する。特に尻鰭の第2棘条が強大に発達する。側線鱗（そくせんりん）数は48–56枚、背鰭と側線の間の鱗は6–7列で、この点で近縁種と区別できる。

### 生態
北は北海道の南部、日本列島、朝鮮半島から台湾までの東アジア沿岸域に分布する。奄美大島以南の南西諸島には分布せず、ミナミクロダイ、ナンヨウチヌ、ヘダイといった近縁種が分布する。
タイ科の大型魚としては珍しく水深50 m以浅の沿岸域に生息し、河口の汽水域にもよく進入する。さらに河川の淡水域まで遡上することもあるため、能登地方では川鯛とも呼ばれる。環境への適応力が高く、岩礁から砂泥底まで見られ、汚染にも比較的強いため東京湾や大阪湾など、工業地帯の港湾にも多く生息する。冬は深みに移動するが、夏は水深1-2mの浅場に大型個体がやって来ることもある。
産卵は春に海域で行われ、直径0.8 - 0.9 mmほどの分離浮性卵を産卵し、水温20 ℃では約30時間で孵化する。孵化直後の仔魚は体長2 mmほどで卵黄嚢をもつ。体長8 mmほどから砂浜海岸の波打ち際や干潟域、河口域などの浅所に集まり、プランクトンを捕食して成長する。生後1年で体長12 cm、5年で26 cm、9年で40 cmほどに成長するが、マダイと比べると成長が遅い。夏から秋には海岸域で全長10cm足らずの若魚を見ることができる。若魚はスーッと泳いではピタッと停まるのを繰り返しながら餌を探す。水中の砂底で砂煙を上げるとこれらの若魚が近寄ってきて、多毛類やスナモグリなどの餌を漁る様が観察できる。成魚は悪食で、小魚や甲殻類、貝類、海藻類、果てはスイカや蜜柑など様々なものを捕食する。
成長によって性転換する魚としても知られる。性転換する魚はメス→オスが一般的（マダイなど）だが、クロダイを含めたヘダイ亜科は雄性先熟を行い、オス→メスに性転換する。2 - 3歳までは精巣が発達したオスだが、4 - 5歳になると卵巣が発達してメスになる。ただし全てがメスになるわけではなく、雌性ホルモン（エストラジオール-17β=E2）が不足したオスは性転換しない。
夜行性で日没以降食料を求めて活動する。

## 人間との関わり

### 漁獲
身近な海域に生息する大型魚だけに、昔から食用として漁獲されてきた。釣り、定置網、刺し網、銛（スピアフィッシング）など各種の沿岸漁法で漁獲される。

### 釣り
釣り上げるには高い技術が必要とされる。大都市圏の海にも多く、手近ながら奥の深い釣りの対象として人気があり、様々な技法が発達している。上から落ちてくる物体に喰いつく性質を利用したヘチ釣りが親しまれている。他にも、たとえばエビを糠で包む「紀州釣り」など、複数の素材を組み合わせる釣り餌の技法もある。磯において夏の黒鯛は、冬のメジナと並び人気の魚種である。また、近年はポッパーやペンシルベイトを使ったトップウォーターゲームや、ワーム等のルアー釣り（チニング）も発達しつつある。
釣り餌は悪食な食性に対応してゴカイ類や甲殻類に始まり、海藻類、小魚、貝類、カイコの蛹、トウモロコシの粒やスイカの小片やミカン、サツマイモ等に至るまで、様々なものが用いられている。トウモロコシやスイカといった本来であれば海中に存在しないエサは他の魚を寄せ付けないため、エサ盗りに悩まされたときの有効手段とされる。夜行性の性質から夜釣りの対象魚である。

### 食材
身はタイ科らしく歯ごたえがある白身で、特に旬を迎えた冬期のものは脂がのってマダイにも劣らない美味である。しかし季節や棲息場所によっては磯臭い個体にあたることもある。刺身、洗い、塩焼き、煮付けなど和風料理のほか、ムニエルやアクアパッツア等の洋風料理でも食べられる。
先述の通り環境適応力が高く、一時的であれば真水でも活かしておける事から、冷蔵技術の無かった時代は重宝され、高値で取引された。そのため、一時は稚魚放流・養殖などもされていたが、マダイの養殖技術が確立したため現在は安値で流通している。21世紀においては価格がマダイの約4分の1にとどまることから、漁業者からは好まれず、味も淡白であるため、食材としての人気も高くはない。

### 漁業被害
21世紀に入って以降、クロダイが養殖海苔やアサリ、カキなどを食害する被害が報じられている。クロダイの漁獲量が日本で最も多い広島湾では、1980年代以降実施されていた放流事業によってクロダイの個体数が増加し、養殖カキへの漁業被害が出るようになったとされている。また浜名湖では、クロダイの餌となる生物が豊富に生息していたアマモ場が減少したことが漁業被害増加の原因として指摘されている。

## 別名
成長によって呼び名が変わる出世魚でもある。関東ではチンチン-カイズ-クロダイと変わり、関西ではババタレ-チヌ-オオスケとなる。
瀬戸内海、特に広島湾での魚影が濃くこの海域のみで日本の2割近くが水揚げされる。関西地方を中心に「チヌ」という別名がよく用いられるが、他にもクロ（東北地方）、ケイズ（東京都）、カワダイ（川鯛：北陸地方）、チンダイ（山陰地方）、チン（九州）、クロチヌなど、様々な地方名がある。ただし「クロ」など一部の呼称でメジナ類との重複が見られるので注意を要する。
釣り人の間では、大物としての呼び名として、50 cm以上を「年無し」、60 cm以上を「ロクマル」と称されている。高知県の宿毛湾に生息するものはその引きの強さからマッスルチヌと呼ばれ、人気を博している。
930年代に編纂された『和名類聚抄』には、久呂太比（くろたい）と残されている。

## 近縁種

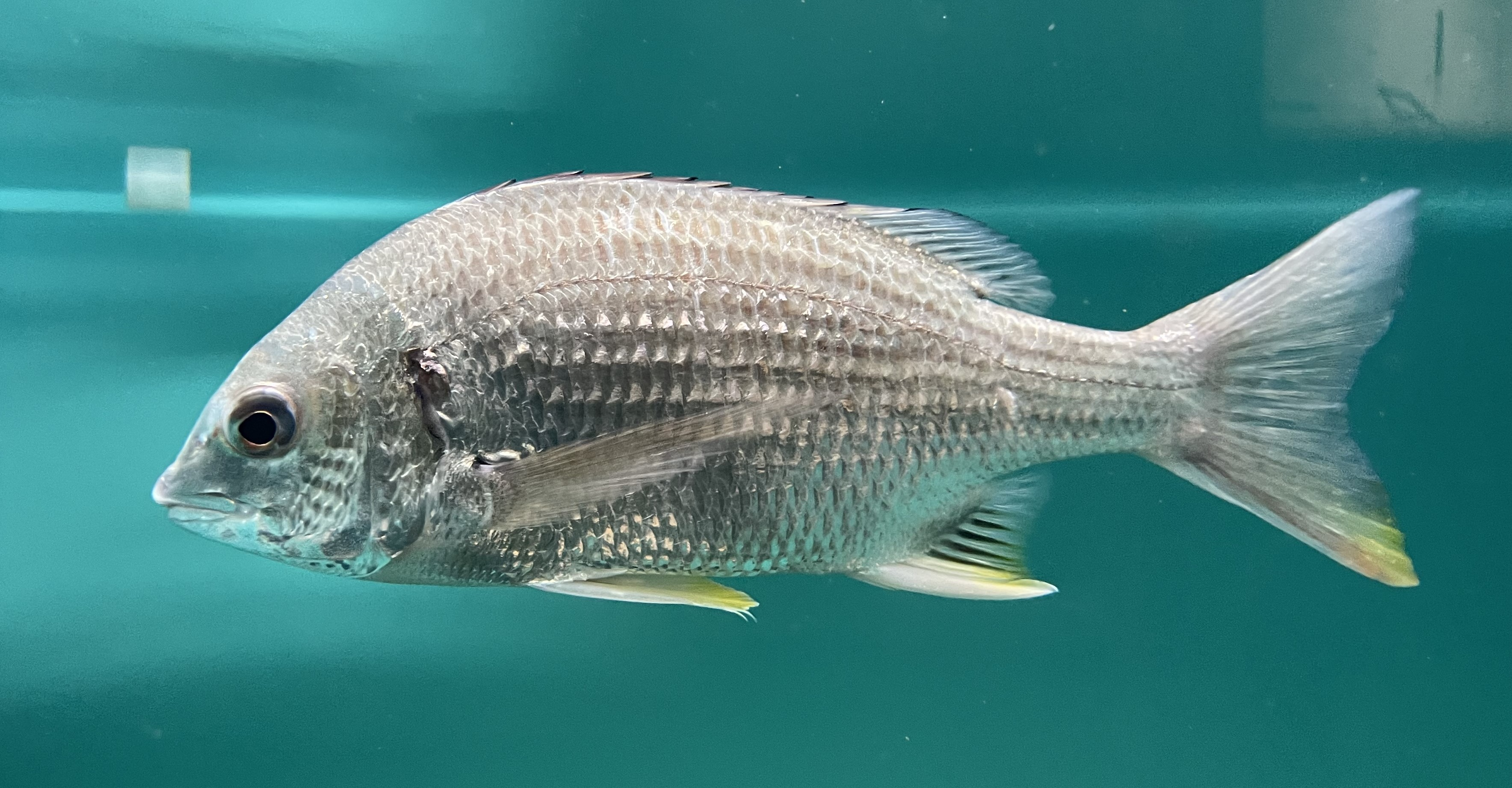
キチヌ

クロダイは他にも多くの近縁種があるが、大きさや習性などに大きな違いはなく、漁獲時には一括りにされることも多い。近縁種を見分けるには背びれと側線の間にある鱗の列がポイントとなる。
キチヌ (yellowfin seabream) Acanthopagrus latus (Houttuyn, 1782)

西日本からオーストラリア、アフリカ東岸まで、西太平洋とインド洋に広く分布するが、南西諸島には分布しない。クロダイよりも内湾を好み、河口域に多く生息する。和名どおり、腹びれ・尻びれ・尾びれが黄色いので、「キビレ」「キビレチヌ」などと呼んでクロダイと区別する。側線鱗数は43–48枚、背鰭から側線までの鱗は4列で、クロダイよりも鱗の数が少ない。クロダイが春に産卵を行うのに対し、本種は秋に産卵を行う。小動物や魚を食べる。
ミナミクロダイ (Okinawa seabream) Acanthopagrus sivicolus Akazaki, 1962
南西諸島だけに分布する固有種。側線鱗数は46–52枚、背鰭から側線までの鱗は5列で、鱗の数が僅かに少ない以外はクロダイによく似ている。内湾や河口域の他、サンゴ礁でも見られる。
ナンヨウチヌ (picnic seabream) Acanthopagrus berda (Forsskål, 1775)
石垣島から台湾、オーストラリア、インド洋沿岸域まで広く分布する。側線鱗数43-52枚、背鰭から側線までのうろこは4列。クロダイより体高が高く、背中が盛り上がっているように見える。マングローブ内などに多数生息する。
オキナワキチヌ Acanthopagrus chinshira Kume & Yoshino, 2008
琉球列島に分布する。体下面の鰭が黄色を帯びるのでキチヌに似るが、キチヌとは分布域が異なる。オーストラリア産のオーストラリアキチヌ (yellowfin bream, Acanthopagrus australis) に似る。また、体側が白っぽいことから、沖縄では「チンシラー」（白いチヌの意）と呼ばれ、ミナミクロダイとも区別される。
ヘダイ (tarwhine) Rhabdosargus sarba (Forsskål, 1775)
西日本を含む西太平洋・インド洋に広く分布する。クロダイに似るが別属で、口先が突き出ないこと、体側は鱗の列の縦縞が目立つこと、背鰭軟条13・尻鰭軟条11でクロダイより多いことなどが特徴である。クロダイより沖合いに生息し、身に磯臭さがない。
Acanthopagrus butcheri (Munro, 1949) southern black bream
キチヌ (yellowfin seabream) やオーストラリアキチヌ (yellowfin bream) やヘダイ (Tarwhine) に似る。
ヨーロッパへダイ Sparus aurata